# Phlaeobida angustipennis
Phlaeobida angustipennis är en insektsart som först beskrevs av Bolívar, I. 1902.  Phlaeobida angustipennis ingår i släktet Phlaeobida och familjen gräshoppor. Inga underarter finns listade i Catalogue of Life.